# Белобородово (Новосибирская область)
Белоборо́дово — деревня в Коченёвском районе Новосибирской области России. Административный центр Совхозного сельсовета.

## География
Площадь деревни — 268 гектаров.

## Население
| 2002 | 2007 | 2010 |
| ---- | ---- | ---- |
| 335  | ↗413 | ↘314 |

## Инфраструктура
В деревне по данным на 2007 год функционируют 1 учреждение здравоохранения и 1 учреждение образования.